# IDS Center

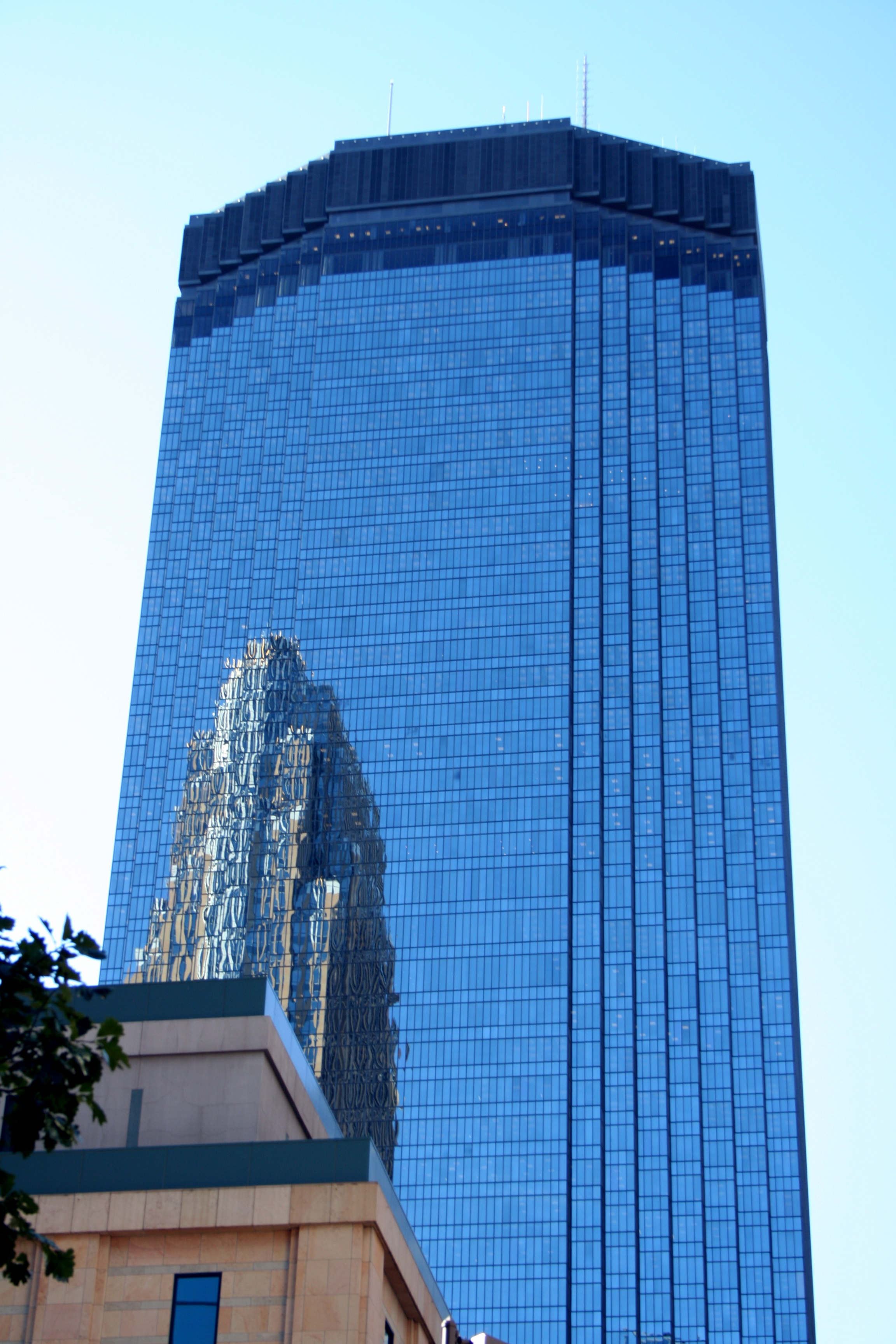
O IDS Tower em setembro de 2005.

IDS Tower é um dos arranha-céus mais altos do mundo, com 241 metros (792 ft). Edificado na cidade de Minneapolis, Estados Unidos, foi concluído em 1973 com 55 andares.